# Burłacy (obraz Feliksa Michała Wygrzywalskiego)
Burłacy – obraz olejny namalowany przez polskiego malarza Feliksa Michała Wygrzywalskiego w 1925, znajdujący się w zbiorach Muzeum Narodowego w Warszawie.
Obraz przedstawia sześciu zmęczonych burłaków holujących statek na linie.